# 西瓦約區
西瓦約區（西班牙語：Distrito de Sibayo），是秘魯的一個區，位於該國南部阿雷基帕大區的卡伊尤馬省，始建於1943年1月25日，面積286.03平方公里，海拔高度3,810米，2005年人口1,493，人口密度每平方公里5.2人。